# Santoka (przystanek kolejowy)
Santoka (lit. Santaka) – przystanek kolejowy w miejscowości Baran-Rapa (Santoka), w rejonie wileńskim, na Litwie. Leży na linii dawnej Kolei Warszawsko-Petersburskiej.
Przystanek istniał przed II wojną światową.